# Антоні де Авіла
Антоні де Авіла (ісп. Antony de Ávila, нар. 21 грудня 1963, Санта-Марта) — колумбійський футболіст, нападник.
Насамперед відомий виступами за клуби «Америка де Калі» та «Америка де Калі», а також національну збірну Колумбії.

## Клубна кар'єра
У дорослому футболі дебютував 1983 року виступами за команду клубу «Америка де Калі», в якій провів чотири сезони.
Протягом 1987—1988 років захищав кольори команди аргентинського клубу «Уніон».
Своєю грою за останню команду знову привернув увагу представників тренерського штабу клубу «Америка де Калі», до складу якого повернувся 1983 року. Цього разу відіграв за команду з Калі наступні дванадцять сезонів своєї ігрової кар'єри. Більшість часу, проведеного у складі «Америка де Калі», був основним гравцем атакувальної ланки команди. В новому клубі був серед найкращих голеодорів, відзначаючись забитим голом в середньому щонайменше у кожній третій грі чемпіонату.
Згодом з 1996 по 1999 рік грав у складі команд клубів «Нью-Йорк Метростарс» та «Барселона» (Гуаякіль).
Завершив професійну ігрову кар'єру у клубі «Америка де Калі», у складі якого вже виступав раніше. Прийшов до команди 2009 року, того ж року завершив виступи на професійному рівні, відігравши чотири гри у колумбійській першості.

## Виступи за збірну
1983 року дебютував в офіційних матчах у складі національної збірної Колумбії. Протягом кар'єри у національній команді, яка тривала 16 років, провів у формі головної команди країни 53 матчі, забивши 13 голів.
У складі збірної був учасником чемпіонату світу 1994 року у США, чемпіонату світу 1998 року у Франції, розіграшу Кубка Америки 1983 року у різних країнах, розіграшу Кубка Америки 1987 року в Аргентині, на якому команда здобула бронзові нагороди, розіграшу Кубка Америки 1989 року у Бразилії, розіграшу Кубка Америки 1991 року у Чилі.

## Титули і досягнення
- Бронзовий призер Кубка Америки: 1987